# Grand Prix Formule 1 van de Verenigde Staten West 1982
De Grand Prix Formule 1 van de Verenigde Staten West 1982 werd gehouden op 4 april 1982 in Long Beach.

## Uitslag
| Positie | Nr | Rijder             | Team            | Ronden | Tijd/Opgave       | Startplaats | Punten |
| ------- | -- | ------------------ | --------------- | ------ | ----------------- | ----------- | ------ |
| 1       | 8  | Niki Lauda         | McLaren-Ford    | 75     | 1:58:25.318       | 2           | 9      |
| 2       | 6  | Keke Rosberg       | Williams-Ford   | 75     | + 14.660          | 8           | 6      |
| 3       | 2  | Riccardo Patrese   | Brabham-Ford    | 75     | + 1:19.143        | 18          | 4      |
| 4       | 3  | Michele Alboreto   | Tyrrell-Ford    | 75     | + 1:20.947        | 12          | 3      |
| 5       | 11 | Elio de Angelis    | Lotus-Ford      | 74     | + 1 Ronde         | 16          | 2      |
| 6       | 7  | John Watson        | McLaren-Ford    | 74     | + 1 Ronde         | 11          | 1      |
| 7       | 12 | Nigel Mansell      | Lotus-Ford      | 73     | + 2 Rondes        | 17          |        |
| 8       | 17 | Jochen Mass        | March-Ford      | 73     | + 2 Rondes        | 21          |        |
| 9       | 18 | Raul Boesel        | March-Ford      | 70     | + 5 Rondes        | 23          |        |
| 10      | 4  | Slim Borgudd       | Tyrrell-Ford    | 68     | + 7 Rondes        | 24          |        |
| DQ      | 27 | Gilles Villeneuve  | Ferrari         | 75     | Gediskwalificeerd | 7           |        |
| NF      | 25 | Eddie Cheever      | Ligier-Matra    | 59     | Versnellingsbak   | 13          |        |
| NF      | 22 | Andrea de Cesaris  | Alfa Romeo      | 33     | Spin              | 1           |        |
| NF      | 29 | Brian Henton       | Arrows-Ford     | 32     | Spin              | 20          |        |
| NF      | 14 | Roberto Guerrero   | Ensign-Ford     | 27     | Spin              | 19          |        |
| NF      | 26 | Jacques Laffite    | Ligier-Matra    | 26     | Spin              | 15          |        |
| NF      | 31 | Jean-Pierre Jarier | Osella-Ford     | 26     | Transmissie       | 10          |        |
| NF      | 1  | Nelson Piquet      | Brabham-Ford    | 25     | Spin              | 6           |        |
| NF      | 33 | Derek Daly         | Theodore-Ford   | 23     | Spin              | 22          |        |
| NF      | 5  | Mario Andretti     | Williams-Ford   | 19     | Botsing           | 14          |        |
| NF      | 15 | Alain Prost        | Renault         | 10     | Spin              | 4           |        |
| NF      | 28 | Didier Pironi      | Ferrari         | 6      | Spin              | 9           |        |
| NF      | 16 | René Arnoux        | Renault         | 5      | Botsing           | 3           |        |
| NF      | 23 | Bruno Giacomelli   | Alfa Romeo      | 5      | Botsing           | 5           |        |
| NF      | 10 | Eliseo Salazar     | ATS-Ford        | 3      | Botsing           | 26          |        |
| NF      | 9  | Manfred Winkelhock | ATS-Ford        | 1      | Botsing           | 25          |        |
| NQ      | 36 | Teo Fabi           | Toleman-Hart    |        |                   |             |        |
| NQ      | 32 | Riccardo Paletti   | Osella-Ford     |        |                   |             |        |
| NQ      | 20 | Chico Serra        | Fittipaldi-Ford |        |                   |             |        |
| NQ      | 30 | Mauro Baldi        | Arrows-Ford     |        |                   |             |        |
| NQ      | 35 | Derek Warwick      | Toleman-Hart    |        |                   |             |        |

## Statistieken
| Pole-position | Andrea de Cesaris | Alfa Romeo        | 1:27.316 |
| Snelste ronde | Niki Lauda        | Team McLaren-Ford | 1:30.831 |

## Noot
- Dit was de eerste Grand Prix-start voor Roberto Guerrero en voor een Colombiaanse coureur.
- Eerste pole position en eerste rondes als raceleider voor Andrea de Cesaris. Het was tevens de vijfentwintigset pole position voor een Italiaanse coureur.
- Vijfde podiumplaats voor Riccardo Patrese.

Grand Prix Formule 1 van de Verenigde Staten: 1908 · 1910 · 1911 · 1912 · 1914 · 1915 · 1916 · 1959 · 1960 · 1961 · 1962 · 1963 · 1964 · 1965 · 1966 · 1967 · 1968 · 1969 · 1970 · 1971 · 1972 · 1973 · 1974 · 1975 · 1976 · 1977 · 1978 · 1979 · 1980 · 1989 · 1990 · 1991 · 2000 · 2001 · 2002 · 2003 · 2004 · 2005 · 2006 · 2007 · 2012 · 2013 · 2014 · 2015 · 2016 · 2017 · 2018 · 2019 · 2021 · 2022 · 2023 · 2024 · 2025 · 2026

Indianapolis 500: 1950 · 1951 · 1952 · 1953 · 1954 · 1955 · 1956 · 1957 · 1958 · 1959 · 1960

Grand Prix Formule 1 van de Verenigde Staten West: 1976 · 1977 · 1978 · 1979 · 1980 · 1981 · 1982 · 1983

Grand Prix Formule 1 van Las Vegas: 1981 · 1982 · 2023 · 2024 · 2025

Grand Prix Formule 1 van de Verenigde Staten Oost: 1982 · 1983 · 1984 · 1985 · 1986 · 1987 · 1988

Grand Prix Formule 1 van Dallas: 1984

Grand Prix Formule 1 van Miami: 2022 · 2023 · 2024 · 2025 · 2026 · 2027 · 2028 · 2029 · 2030 · 2031 · 2032 · 2033 · 2034 · 2035 · 2036 · 2037 · 2038 · 2039 · 2040 · 2041